# Liste der Resolutionen des UN-Sicherheitsrates (1988)
Diese Liste der Resolutionen des UN-Sicherheitsrates nennt die 19 vom Sicherheitsrat der Vereinten Nationen im Jahr 1988 verabschiedeten Resolutionen.
| Nummer | Beschluss vom | Gegenstand                         | Mission  |
| ------ | ------------- | ---------------------------------- | -------- |
| 607    | 5. Januar     | Israelisch besetzte Gebiete        |          |
| 608    | 14. Januar    | Israelisch besetzte Gebiete        |          |
| 609    | 29. Januar    | Israel – Libanon                   |          |
| 610    | 16. März      | Südafrika                          |          |
| 611    | 25. April     | Israel und Tunesien                |          |
| 612    | 9. Mai        | Irak – Islamische Republik Iran    |          |
| 613    | 31. Mai       | Israel – Arabische Republik Syrien |          |
| 614    | 15. Juni      | Zypern                             |          |
| 615    | 15. Juni      | Südafrika                          |          |
| 616    | 20. Juli      | Islamische Republik Iran – USA     |          |
| 617    | 29. Juli      | Israel – Libanon                   |          |
| 618    | 29. Juli      | Geiselnahme                        |          |
| 619    | 9. August     | Irak – Islamische Republik Iran    | UNIIMOG  |
| 620    | 26. August    | Irak – Islamische Republik Iran    |          |
| 621    | 20. September | Westsahara                         |          |
| 622    | 31. Oktober   | Afghanistan – Pakistan             | UNGOMAP  |
| 623    | 23. November  | Südafrika                          |          |
| 624    | 30. November  | Israel – Arabische Republik Syrien |          |
| 625    | 15. Dezember  | Zypern                             |          |
| 626    | 20. Dezember  | Angola                             | UNAVEM I |